# Belle Vue Aces

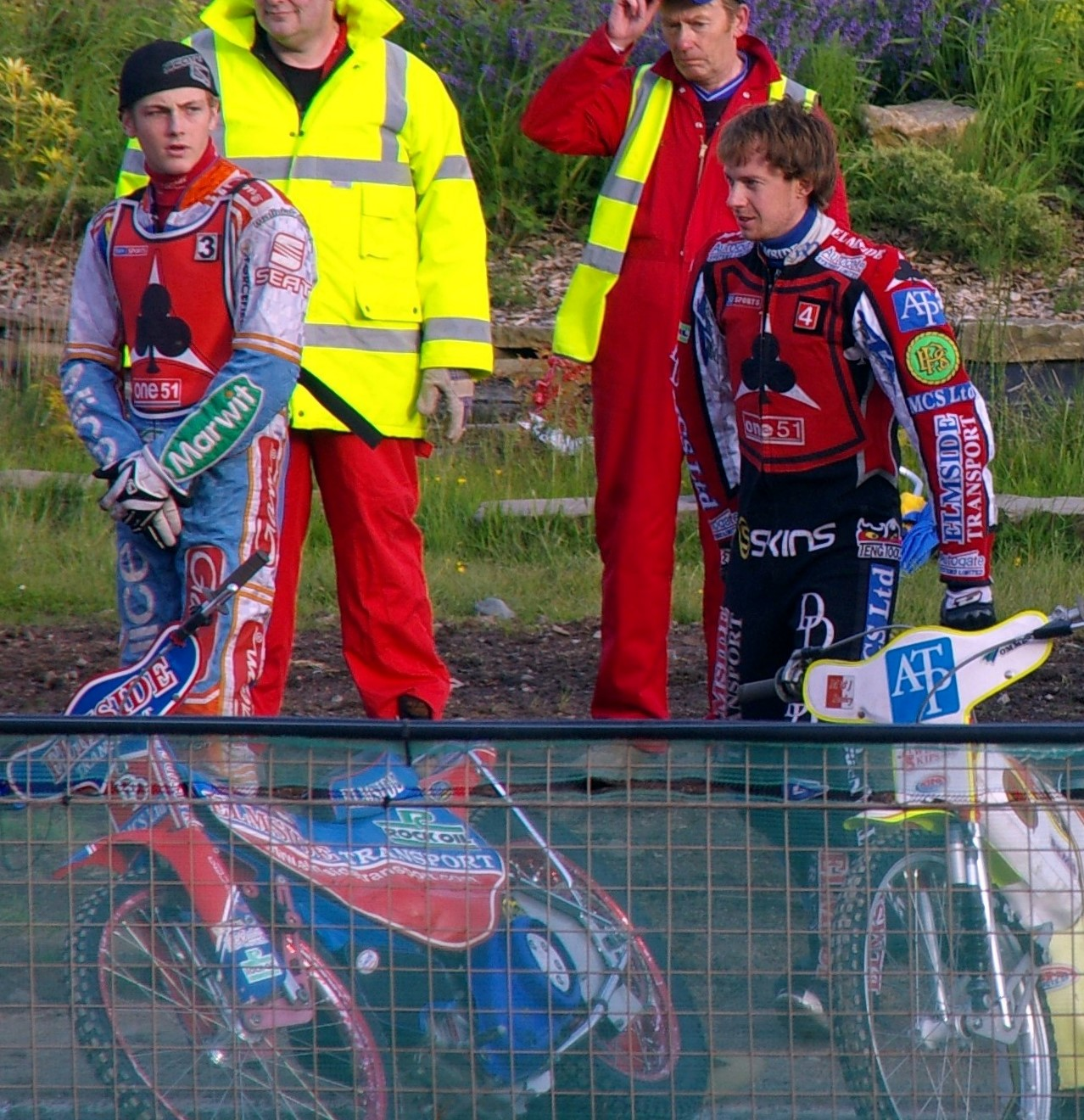
Darcy Ward (gościnnie, po lewej) i James Wright w barwach Belle Vue

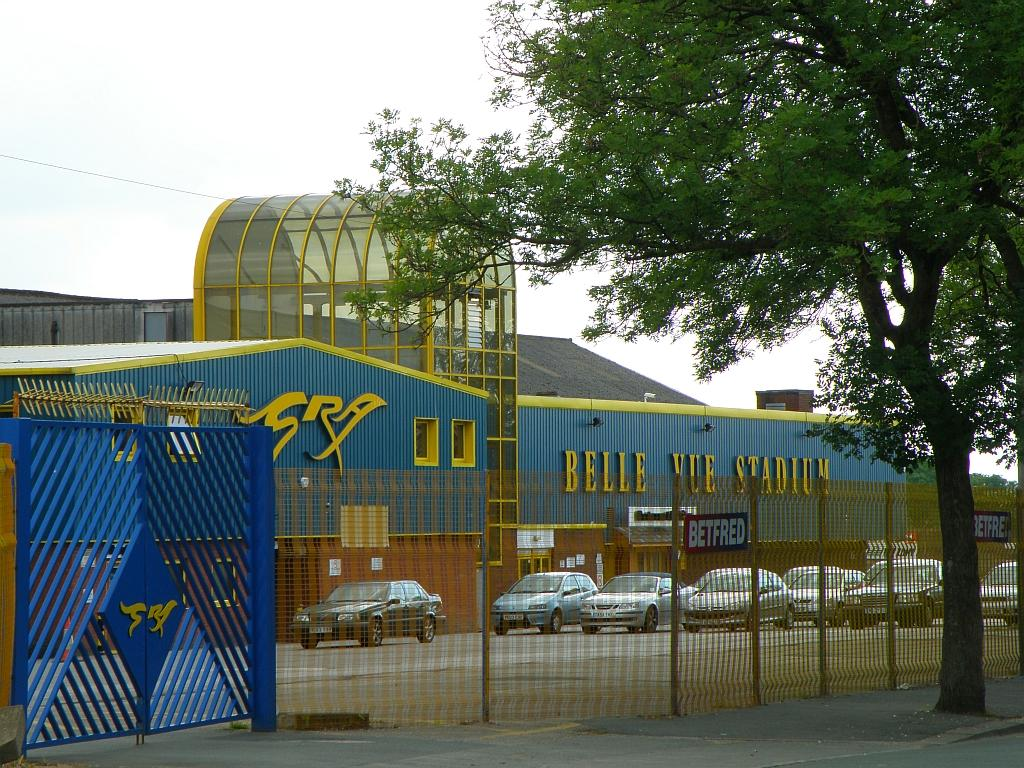
Dawny stadion Belle Vue Aces

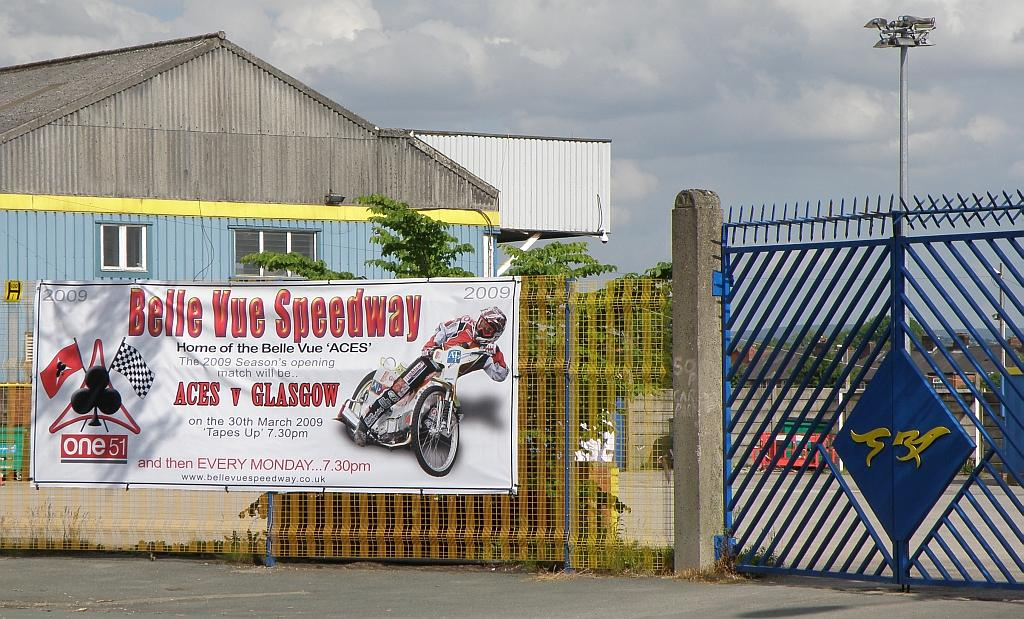
Reklama przy dawnym stadionie Belle Vue Aces

Belle Vue Aces – brytyjski klub żużlowy z Manchesteru założony w 1928 roku. Zespół czternastokrotnie zdobywał tytuł mistrza Wielkiej Brytanii (pierwszy raz w 1930, ostatnio w sezonie 2024). Najbardziej utytułowany klub żużlowy w Wielkiej Brytanii – zdobył łącznie 40 medali w lidze. Od 2016 roku drużyna domowe mecze rozgrywa na nowym stadionie National Speedway Stadium.
W sezonie 2024 klub występuje w SGB Premiership – najwyższej klasie rozgrywkowej drużynowych mistrzostw Wielkiej Brytanii na żużlu. Posiada również drugą drużynę – Belle vue Colts – startującą w National Development League (trzeci poziom rozgrywkowy).

## Kadra drużyny
Stan na sezon 2024
- Daniel Bewley
- Norick Blödorn
- Ben Cook
- Brady Kurtz (Kapitan)
- Jaimon Lidsey
- Jake Mulford (Rising Star)
- Antti Vuolas

## Osiągnięcia[2]

### Krajowe
- Drużynowe Mistrzostwa Wielkiej Brytanii:
  - złoto: 14 (1930, 1931, 1933, 1934, 1935, 1936, 1963, 1970, 1971, 1972, 1982, 1993, 2022, 2024)
  - srebro: 20 (1946, 1947, 1949, 1950, 1951, 1955, 1957, 1960, 1969, 1974, 1975, 1976, 1978, 1984, 1988, 1998, 2005, 2015, 2016, 2021)
  - brąz: 6 (1932, 1980, 1990, 2017, 2018, 2023)

- Puchar Ligi – Knock Out Cup:
  - Northern Knock Out Cup: 1 (1931)
  - National Trophy: 9 (1933, 1934, 1935, 1936, 1937, 1946, 1947, 1949, 1958)
  - British League Knock Out Cup: 3 (1972, 1973, 1975)
  - British League Cup: 1 (1983)
  - Elite League Knock Out Cup: 1 (2005)
  - SGB Premiership Knock Out Cup: 1 (2017)

### Międzynarodowe
Poniższe zestawienia obejmują indywidualne osiągnięcia zawodników (reprezentujących barwy klubu w danym sezonie) na arenie międzynarodowej:

#### Indywidualne mistrzostwa świata
- złoto: 10
  -  Peter Craven – 1955, 1962
  -  Ove Fundin – 1967
  -  Ivan Mauger – 1969, 1970, 1972
  -  Peter Colins – 1976
  -  Jason Crump – 2004, 2006, 2009
- srebro: 10
  -  Eric Langton – 1936
  -  Jack Parker – 1949
  -  Ivan Mauger – 1971
  -  Malcolm Simmons – 1976
  -  Peter Colins – 1977
  -  Billy Hamill – 1997
  -  Jason Crump – 2002, 2003, 2005, 2008
- brąz: 5
  -  Louis Lawson – 1949
  -  Peter Craven – 1957, 1960
  -  Sören Sjösten – 1969, 1974

#### Indywidualne mistrzostwa świata juniorów
- złoto: 2
  -  Joe Screen – 1993
  -  Max Fricke – 2016
- srebro: 1
  -  Kenneth Bjerre – 2004
- brąz: 4
  -  Joe Screen – 1992
  -  Matej Ferjan – 1998
  -  Patrick Hougaard – 2009
  -  Max Fricke – 2017

## Znani i wyróżniający się zawodnicy
W nawiasie podano lata startów dla Belle Vue.

- Hans Andersen (2010)
- Daniel Bewley (2017–2021, 2023–)
- Kenneth Bjerre (2004–2006, 2017, 2019)
- Stanisław Burza (2008)
- Les Collins (1975–1979, 1988)
- Peter Collins (1971–1986)
- Craig Cook (2011, 2013–2018)
- Peter Craven (1952–1963)
- Jason Crump (2002–2006, 2008–2009)
- Aleš Dryml (2012–2013)
- Sam Ermolenko (1997, 2002)
- Matej Ferjan (1998, 2001–2002)
- Dick Fisher (1953–1966)
- Arthur Franklyn (1929–1931)
- Max Fricke (2015–2019, 2022)
- Ove Fundin (1967)
- Josh Grajczonek (2009–2010, 2012, 2015)
- Max Grosskreutz (1930–1936)
- Billy Hamill (1997)
- Chris Harris (2011)
- Patrick Hougaard (2008–2012)
- Ron Johnston (1950–1961)
- Peter Karlsson (2001, 2010)
- Krzysztof Kasprzak (2009)
- Bill Kitchen (1933–1945)
- Brady Kurtz (2020–)
- Eric Langton (1930–1947)
- Louis Lawson (1945–1954)
- Kai Laukkanen (2007)
- Henry Long (1949–1952)
- Jaimon Lidsey (2019, 2023–)
- Antonio Lindbäck (2007)
- Jason Lyons (1992–2003, 2005)
- Cyril Maidment (1962–1968)
- Ivan Mauger (1969–1972)
- Shawn Moran (1989–1993)
- Chris Morton (1973–1990)
- Scott Nicholls (2014–2016)
- Jimmy Nilsen (1999)
- Jack Parker (1946–1954)
- Peter Ravn (1981–1983, 1987–1990)
- Larry Ross (1981–1984)
- Rory Schlein (2003–2004, 2011–2012)
- Joe Screen (1989–1993, 1998, 2003–2008)
- Sören Sjösten (1962–1975)
- Adam Skórnicki (2007)
- Andy Smith (1982–1990, 1998–2001, 2005)
- Dawid Stachyra (2011)
- Simon Stead (2005–2007, 2015)
- Antonín Šváb (2004)
- Alan Wilkinson (1971–1978)
- Frank Varey (1929–1945)
- Matej Žagar (2013–2016, 2022)
- Magnus Zetterström (2013)